# Carlos García Carbayo
Carlos Manuel García Carbayo (Salamanca, 1 de noviembre de 1962) es un político, abogado y profesor español. Desde 2018 es alcalde de Salamanca, por el Partido Popular.

## Biografía
En 1984 se licenció en la carrera de Derecho por la Universidad de Salamanca. Tras finalizar sus estudios universitarios y aprobar una oposición, logró una plaza de funcionario público para la Administración de la Junta de Castilla y León.
A partir de 1996 comenzó a trabajar como profesor de formación y de orientación laboral en los institutos de secundaria, La Vaguada en Zamora y Ángel del Alcázar en Segovia.
Se inició en el mundo de la política en el año 2001 como miembro del Partido Popular (PP). Comenzó siendo jefe de Servicio de Estudios y Documentación de las Consejerías de Presidencia y Administración Territorial y de Interior y Justicia de la Junta de Castilla y León. Después fue vocal de la Comisión de Precios de Castilla y León y consejero suplente del Consejo Económico y Social. Seguidamente dio el salto a la política municipal salmantina como concejal de Fomento y Patrimonio. En el 2015 fue nombrado primer teniente de alcalde. El día 20 de diciembre de 2018 juró como nuevo alcalde de Salamanca, en sustitución de Alfonso Fernández Mañueco que dejó la alcaldía para presentarse a la presidencia autonómica.